# Pignataro Maggiore
Pignataro Maggiore é uma comuna italiana da região da Campania, província de Caserta, com cerca de 6.472 habitantes. Estende-se por uma área de 31 km², tendo uma densidade populacional de 209 hab/km². Faz fronteira com Calvi Risorta, Francolise, Giano Vetusto, Grazzanise, Pastorano, Sparanise, Vitulazio.

## Demografia
| Variação demográfica do município entre 1861 e 2011                               |
|                                                                                   |
| Fonte: Istituto Nazionale di Statistica (ISTAT) - Elaboração gráfica da Wikipedia |